# 2026-os Formula–1 világbajnokság
A 2026-os Formula–1 világbajnokság sorrendben a 77. Formula–1-es szezon lesz. A bajnokságot a Nemzetközi Automobil Szövetség szervezi és bonyolítja le. Ez a nyitott karosszériás versenyautók legmagasabban rangsorolt kategóriájú bajnoksága.

## Átigazolások

### Csapatváltások
- Nico Hülkenberg; Kick Sauber pilóta → Audi pilóta
- Gabriel Bortoleto; Kick Sauber pilóta → Audi pilóta

### Újonc csapatok
- Audi
- Cadillac

### Távozó csapatok
- Kick Sauber

## A szezon előtt
Tesztek
| Dátum       | Pálya                          | Város     | Pályarajz | Leggyorsabb versenyző | Csapat | Idő | Kör |
| ----------- | ------------------------------ | --------- | --------- | --------------------- | ------ | --- | --- |
| Január 26.  | Circuit de Barcelona-Catalunya | Barcelona | Barcelona |                       |        |     |     |
| Január 27.  | Circuit de Barcelona-Catalunya | Barcelona | Barcelona |                       |        |     |     |
| Január 28.  | Circuit de Barcelona-Catalunya | Barcelona | Barcelona |                       |        |     |     |
| Január 29.  | Circuit de Barcelona-Catalunya | Barcelona | Barcelona |                       |        |     |     |
| Január 30.  | Circuit de Barcelona-Catalunya | Barcelona | Barcelona |                       |        |     |     |
| Február 12. | Bahrain International Circuit  | Szahír    | Szahír    |                       |        |     |     |
| Február 13. | Bahrain International Circuit  | Szahír    | Szahír    |                       |        |     |     |
| Február 14. | Bahrain International Circuit  | Szahír    | Szahír    |                       |        |     |     |
| Február 18. | Bahrain International Circuit  | Szahír    | Szahír    |                       |        |     |     |
| Február 19. | Bahrain International Circuit  | Szahír    | Szahír    |                       |        |     |     |
| Február 20. | Bahrain International Circuit  | Szahír    | Szahír    |                       |        |     |     |

## Csapatok
Az alábbi versenyzők rendelkeznek érvényes szerződéssel a 2026-os évre
| Csapat                                 | Konstruktőr               | Motor         | Gumi | Rajtszám | Versenyzők            | Versenyek | Csapatfőnök      |
| -------------------------------------- | ------------------------- | ------------- | ---- | -------- | --------------------- | --------- | ---------------- |
| Oracle Red Bull Racing                 | Red Bull Racing-Ford RBPT | Red Bull Ford | P    | 33       | Max Verstappen        |           | Laurent Mekies   |
| Oracle Red Bull Racing                 | Red Bull Racing-Ford RBPT | Red Bull Ford | P    | ?        | később                |           | Laurent Mekies   |
| Mercedes-AMG Petronas Formula One Team | Mercedes                  | Mercedes      | P    | 12       | Andrea Kimi Antonelli |           | Toto Wolff       |
| Mercedes-AMG Petronas Formula One Team | Mercedes                  | Mercedes      | P    | ?        | később                |           | Toto Wolff       |
| Scuderia Ferrari HP                    | Ferrari                   | Ferrari       | P    | 16       | Charles Leclerc       |           | Frédéric Vasseur |
| Scuderia Ferrari HP                    | Ferrari                   | Ferrari       | P    | 44       | Lewis Hamilton        |           | Frédéric Vasseur |
| BWT Alpine F1 Team                     | Alpine-Mercedes           | Mercedes      | P    | ?        | később                |           | Flavio Briatore  |
| BWT Alpine F1 Team                     | Alpine-Mercedes           | Mercedes      | P    | 10       | Pierre Gasly          |           | Flavio Briatore  |
| McLaren F1 Team                        | McLaren-Mercedes          | Mercedes      | P    | 4        | Lando Norris          |           | Andrea Stella    |
| McLaren F1 Team                        | McLaren-Mercedes          | Mercedes      | P    | 81       | Oscar Piastri         |           | Andrea Stella    |
| Revolut Audi F1 Team                   | Audi                      | Audi          | P    | 5        | Gabriel Bortoleto     |           | Jonathan Weatley |
| Revolut Audi F1 Team                   | Audi                      | Audi          | P    | 27       | Nico Hülkenberg       |           | Jonathan Weatley |
| MoneyGram Haas F1 Team                 | Haas-Ferrari              | Ferrari       | P    | 31       | Esteban Ocon          |           | Komacu Ajaó      |
| MoneyGram Haas F1 Team                 | Haas-Ferrari              | Ferrari       | P    | 87       | Oliver Bearman        |           | Komacu Ajaó      |
| Visa Cash App Racing Bulls F1 Team     | Racing Bulls- Ford RBPT   | Red Bull Ford | P    |          | később                |           | Alan Permane     |
| Visa Cash App Racing Bulls F1 Team     | Racing Bulls- Ford RBPT   | Red Bull Ford | P    | ?        | később                |           | Alan Permane     |
| Aston Martin Aramco Formula One Team   | Aston Martin Aramco-Honda | Honda         | P    | 14       | Fernando Alonso       |           | Andy Cowell      |
| Aston Martin Aramco Formula One Team   | Aston Martin Aramco-Honda | Honda         | P    | 18       | Lance Stroll          |           | Andy Cowell      |
| Atlassian Williams Racing              | Williams-Mercedes         | Mercedes      | P    | 23       | Alexander Albon       |           | James Vowles     |
| Atlassian Williams Racing              | Williams-Mercedes         | Mercedes      | P    | 55       | Carlos Sainz Jr.      |           | James Vowles     |
| Cadillac F1 Team                       | Cadillac-Ferrari          | Ferrari       | P    |          | később                |           | Graeme Lowdon    |
| Cadillac F1 Team                       | Cadillac-Ferrari          | Ferrari       | P    | ?        | később                |           | Graeme Lowdon    |

## Versenynaptár
A teljes, hivatalos 2026-os versenynaptár
| Verseny | Hivatalos név                                          | Nagydíj                         | Pálya                          | Város       | Versenyhétvége dátuma         | Pályarajz   | Forrás |
| ------- | ------------------------------------------------------ | ------------------------------- | ------------------------------ | ----------- | ----------------------------- | ----------- | ------ |
| 1       | Formula 1 Australian Grand Prix 2026                   | Ausztrál nagydíj                | Albert Park Grand Prix Circuit | Melbourne   | március 6.–március 8.         | Melbourne   |        |
| 2       | Formula 1 Chinese Grand Prix 2026                      | Kínai nagydíj                   | Shanghai International Circuit | Sanghaj     | március 13.–március 15.       | Sanghaj     |        |
| 3       | Formula 1 Japanese Grand Prix 2026                     | Japán nagydíj                   | Suzuka Circuit                 | Szuzuka     | március 27.–március 29.       | Szuzuka     |        |
| 4       | Formula 1 Gulf Air Bahrain Grand Prix 2026             | Bahreini nagydíj                | Bahrain International Circuit  | Szahír      | április 10.–április 12.       | Szahír      | [ 10 ] |
| 5       | Formula 1 STC Saudi Arabian Grand Prix 2026            | Szaúd-arábiai nagydíj           | Jeddah Street Circuit          | Dzsidda     | április 17.–április 19.       | Dzsidda     |        |
| 6       | Formula 1 Crypto.com Miami Grand Prix 2026             | Miami nagydíj                   | Hard Rock Stadium Circuit      | Miami       | május 1.–május 3.             | Miami       | [ 11 ] |
| 7       | Formula 1 Grand Prix Du Canada 2026                    | Kanadai nagydíj                 | Circuit Gilles Villeneuve      | Montréal    | május 22.–május 24.           | Montréal    | [ 12 ] |
| 8       | Formula 1 Grand Prix De Monaco 2026                    | Monacói nagydíj                 | Circuit de Monaco              | Monaco      | június 5.–június 7.           | Monte-Carlo |        |
| 9       | nem ismert                                             | Barcelona és Katalónia Nagydíja | Circuit de Barcelona-Catalunya | Montmeló    | június 12.–június 14.         | Barcelona   | [ 13 ] |
| 10      | Formula 1 Grosser Preis Von Österreich 2026            | Osztrák nagydíj                 | Red Bull Ring                  | Spielberg   | június 26.–június 28.         | Spielberg   |        |
| 11      | Formula 1 British Grand Prix 2026                      | Brit nagydíj                    | Silverstone Circuit            | Silverstone | július 3.–július 5.           | Silverstone | [ 14 ] |
| 12      | Formula 1 Belgian Grand Prix 2026                      | Belga nagydíj                   | Circuit de Spa-Francorchamps   | Stavelot    | július 17.–július 19.         |             |        |
| 13      | Formula 1 Hungarian Grand Prix 2026                    | Magyar nagydíj                  | Hungaroring                    | Mogyoród    | július 24.–július 26.         | Mogyoród    | [ 15 ] |
| 14      | Formula 1 Dutch Grand Prix 2026                        | Holland nagydíj                 | Circuit Zandvoort              | Zandvoort   | augusztus 21.–augusztus 23.   |             |        |
| 15      | Formula 1 Gran Premio D’italia 2026                    | Olasz nagydíj                   | Autodromo Nazionale Monza      | Monza       | szeptember 4.–szeptember 6.   | Monza       | [ 16 ] |
| 16      | Formula 1 Gran Premio De España 2026                   | Spanyol nagydíj                 | Madring                        | Madrid      | szeptember 11.–szeptember 13. | Madring     |        |
| 17      | Formula 1 Azerbaijan Grand Prix 2026                   | Azeri nagydíj                   | Baku City Circuit              | Baku        | szeptember 24.–szeptember 26. | Baku        | [ 17 ] |
| 18      | Formula 1 Singapore Airlines Singapore Grand Prix 2026 | Szingapúri nagydíj              | Singapore Street Circuit       | Szingapúr   | október 9.–október 11.        | Szingapúr   | [ 18 ] |
| 19      | Formula 1 United States Grand Prix 2026                | Amerikai nagydíj                | Circuit of the Americas        | Austin      | október 23.–október 25.       |             | [ 19 ] |
| 20      | Formula 1 Gran Premio De La Ciudad De México 2026      | Mexikóvárosi nagydíj            | Autódromo Hermanos Rodríguez   | Mexikóváros | október 30.–november 1.       | Mexikóváros |        |
| 21      | Formula 1 Grande Prêmio De São Paulo 2026              | São Paulo-i nagydíj             | Autódromo José Carlos Pace     | São Paulo   | november 6.–november 8.       | Interlagos  |        |
| 22      | Formula 1 Las Vegas Grand Prix 2026                    | Las Vegas-i nagydíj             | Las Vegas Strip Circuit        | Las Vegas   | november 19.–november 21.     | Las Vegas   |        |
| 23      | Formula 1 Qatar Grand Prix 2026                        | Katari nagydíj                  | Losail International Circuit   | Loszaíl     | november 27.–november 29.     | Doha        | [ 20 ] |
| 24      | Formula 1 Etihad Airways Abu Dhabi Grand Prix 2026     | Abu-Dzabi nagydíj               | Yas Marina Circuit             | Abu-Dzabi   | december 4.–december 6.       | Abu-Dzabi   | [ 21 ] |
| Forrás: |                                                        |                                 |                                |             |                               |             |        |

## Nagydíjak
| #  | Nagydíj                         | Sprintfutam győztese | Pole-pozíció | Győztes pilóta | Győztes konstruktőr | Leggyorsabb kör | A nap versenyzője | Összefoglaló | Listavezető | Előny |
| -- | ------------------------------- | -------------------- | ------------ | -------------- | ------------------- | --------------- | ----------------- | ------------ | ----------- | ----- |
| 1  | Ausztrál nagydíj                | Nem rendeznek        |              |                |                     |                 |                   |              |             |       |
| 2  | Kínai nagydíj                   |                      |              |                |                     |                 |                   |              |             |       |
| 3  | Japán nagydíj                   | Nem rendeznek        |              |                |                     |                 |                   |              |             |       |
| 4  | Bahreini nagydíj                | Nem rendeznek        |              |                |                     |                 |                   |              |             |       |
| 5  | Szaúd-arábiai nagydíj           | Nem rendeznek        |              |                |                     |                 |                   |              |             |       |
| 6  | Miami nagydíj                   |                      |              |                |                     |                 |                   |              |             |       |
| 7  | Kanadai nagydíj                 |                      |              |                |                     |                 |                   |              |             |       |
| 8  | Monacói nagydíj                 | Nem rendeznek        |              |                |                     |                 |                   |              |             |       |
| 9  | Barcelona és Katalónia nagydíja | Nem rendeznek        |              |                |                     |                 |                   |              |             |       |
| 10 | Osztrák nagydíj                 | Nem rendeznek        |              |                |                     |                 |                   |              |             |       |
| 11 | Brit nagydíj                    |                      |              |                |                     |                 |                   |              |             |       |
| 12 | Belga nagydíj                   | Nem rendeznek        |              |                |                     |                 |                   |              |             |       |
| 13 | Magyar nagydíj                  | Nem rendeznek        |              |                |                     |                 |                   |              |             |       |
| 14 | Holland nagydíj                 |                      |              |                |                     |                 |                   |              |             |       |
| 15 | Olasz nagydíj                   | Nem rendeznek        |              |                |                     |                 |                   |              |             |       |
| 16 | Spanyol nagydíj                 | Nem rendeznek        |              |                |                     |                 |                   |              |             |       |
| 17 | Azeri nagydíj                   | Nem rendeznek        |              |                |                     |                 |                   |              |             |       |
| 18 | Szingapúri nagydíj              |                      |              |                |                     |                 |                   |              |             |       |
| 19 | Amerikai nagydíj                | Nem rendeznek        |              |                |                     |                 |                   |              |             |       |
| 20 | Mexikóvárosi nagydíj            | Nem rendeznek        |              |                |                     |                 |                   |              |             |       |
| 21 | São Paulo-i nagydíj             | Nem rendeznek        |              |                |                     |                 |                   |              |             |       |
| 22 | Las Vegas-i nagydíj             | Nem rendeznek        |              |                |                     |                 |                   |              |             |       |
| 23 | Katari nagydíj                  | Nem rendeznek        |              |                |                     |                 |                   |              |             |       |
| 24 | Abu-dzabi nagydíj               | Nem rendeznek        |              |                |                     |                 |                   |              |             |       |